# Funa Tonaki
Funa Tonaki (født 1. august 1995) er en japansk judoka.
I 2015 vandt hun guld ved junior-VM i Abu Dhabi. Hun vandt guld ved VM i judo 2017 i Budapest efter at have vundet over Galbadrakhyn Otgontsetseg i semifinalen
og den tidligere verdensmester Mönkhbatyn Urantsetseg i finalen.
Ved VM i judo 2018 og 2019 vandt hun sølv.
I 2021 vandt hun sølv ved både World Masters i Doha, Qatar og ved Sommer-OL i Tokyo, Japan.

## Eksterne henvisininger
- Funa Tonakis profil på Olympics.com (engelsk)
- Funa Tonakis profil på Olympedia (engelsk)
- Funa Tonaki hos JudoInside.com (engelsk)